# Alimentation du sportif
L'alimentation du sportif concerne la nutrition spécifique à la pratique d'un sport. Elle se décline traditionnellement en trois phases : avant le sport, pendant l'activité sportive et après l'effort (récupération). 

## Régime alimentaire du sportif
L'alimentation des sportifs de haut niveau est souvent étroitement surveillée, en particulier dans certaines disciplines comme la gymnastique rythmique. Le risque le plus important de déséquilibre alimentaire est au moment de la retraite, quand les sportifs sont soudain libres de leur alimentation. Il est aussi commun qu'ils reviennent d'une pause de fin de saison en ayant pris plusieurs kilos, qu'ils doivent perdre le plus rapidement possible quitte à subir des régimes drastiques. L'hydratation est également essentielle.
La question des compléments alimentaires reste complexe : certaines personnes au sein des fédérations les voient comme du dopage, d'autres comme un élément d'une alimentation saine. Certains de ces substituts s'avèrent être dopants, sans que le sportif le sache, ce qui mène à des scandales réguliers.
Les sportifs accumulent des connaissances médicales profanes variées, comme l'utilisation correcte du chaud ou du froid, la prise d'antalgiques et d'anti-inflammatoires, l'automassage et la réalisation de bandages parfois complexes. Ils disposent également d'un vocabulaire leur permettant l'identification et la description de leurs symptômes. Ils utilisent cependant ces connaissances en dehors d'un cadre médical légitime, associant connaissances pointues et remèdes de grand-mère et superstitions. Le rapport avec les médecins peut être tendu, notamment parce que les sportifs cherchant un suivi pour des douleurs sans gravité sont parfois considérés comme moins motivés ou cherchant une excuse ou parce que les arrêts prescrits sont vus comme des punitions.

## Adaptation de l’alimentation selon le type de sport
Les besoins nutritionnels varient considérablement selon le type de sport pratiqué. Cette distinction repose notamment sur la filière énergétique dominante sollicitée par l'effort : aérobie, anaérobie lactique ou anaérobie alactique.

### Sports d'endurance
Les sports d’endurance (course à pied longue distance, cyclisme, natation, ski de fond…) sollicitent principalement la filière aérobie, qui utilise les glucides et les lipides comme sources d’énergie. Dans ce contexte, une alimentation riche en osides (sucres complexes) est essentielle pour maintenir les réserves de glycogène musculaire. L’hydratation joue également un rôle central : une perte de 2% du poids du corps lié aux pertes sudorales entraînerait une diminution de performance d’environ 20%.

## Aliments énergétiques

### Boissons
La boisson énergétique, aussi appelée boisson sportive, boisson de l'effort ou boisson isotonique, a pour but principal de compenser les pertes hydriques et d'apporter l'énergie nécessaire à un effort. Le goût est un facteur important, il ne doit pas être trop sucré ni acide, et avoir un goût agréable.
Il y a une différence entre boisson énergétique et boisson énergisante : la boisson énergétique répond à la réglementation des produits diététiques de l'effort et est destinée à répondre au besoin d'un effort musculaire intense, alors que la boisson énergisante (du type Red Bull, Monster Energy) ne fait qu'apporter des molécules destinées à augmenter la vigilance mais n'est pas recommandée lors d'un effort de type sportif.

### Gâteaux
Avec les progrès réalisés en matière de formulation, les biscuits énergétiques se digèrent facilement. Ils sont riches en glucides, maltodextrines et matières grasses.

### Barres

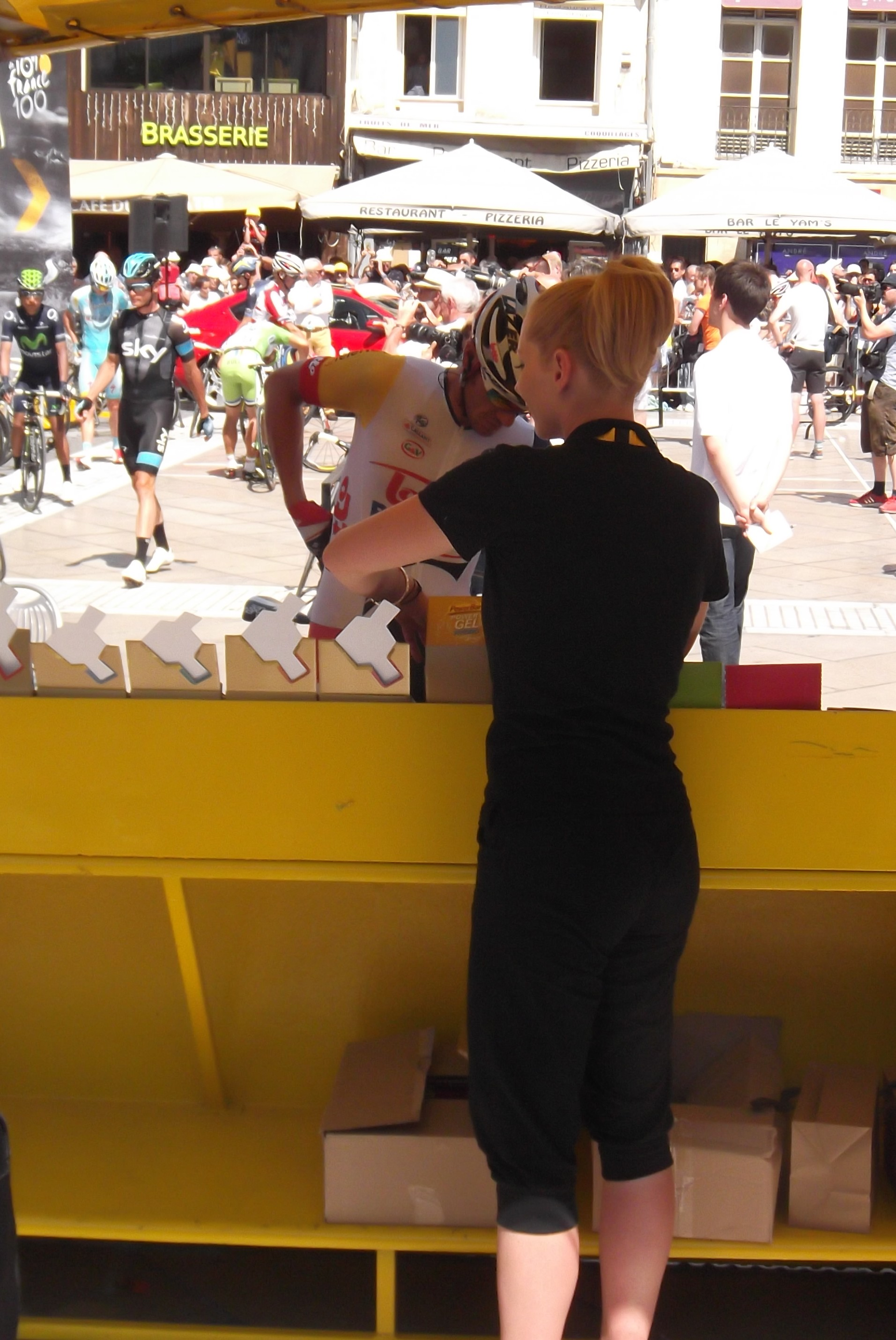
Distribution de barres et de gels énergétiques au départ du Tour de France à Montpellier (2013).

Les barres énergétiques apportent des glucides, certains minéraux et vitamines. Il ne faut pas les confondre avec les barres protidiques qui apportent majoritairement des protéines et ne sont pas conseillées pendant l'effort.
Il y en a pour tous les goûts, céréales, pâtes de fruit, barres hyperprotéinées, toutes visant des objectifs différents. Les barres de fruit sont majoritairement composées de lipides. Ceux en pâtes d'amandes sont très riches en lipides et les deux sont composées de matières grasses qui les rendent plus efficaces sur les longues distances (supérieur à 3 heures). Les barres hyperprotéinées sont intéressantes pour les périodes de développement musculaire et d'entrainement.

### Gels
Souvent utilisés par les sportifs, les gels énergétiques n'apportent principalement que des glucides avec très peu de vitamines et/ou minéraux. Leur apport massif de glucides peut provoquer des désagréments gastriques.
Les sodas de type cola sont de véritables concentrés énergétiques, couramment utilisés pour maintenir le glycogène au cours de l'effort. Leur consommation doit souvent être dosée à l'eau pure.

## Recherche et éducation
La nutrition sportive fait l’objet de nombreuses recherches menées notamment en France, à travers des institutions spécialisées comme l’Institut de recherche biomédicale et d’épidémiologie du sport (IRMES), créé en 2006 et rattaché à l’INSEP, l’INSERM, l’AP-HP et l’Université Paris–Descartes, qui conduit et diffuse des travaux en physiologie, épidémiologie et formation dans le domaine du sport de haut niveau. Par ailleurs, la plateforme HIPE (Health Improvement through Physical Exercise), portée par Aix-Marseille Université en collaboration avec le CNRS et la Fédération Française de Football, combine recherche en métabolisme, neuro-musculaire, hydratation, nutrition et technologies avancées pour optimiser la performance et la récupération des athlètes.
Il existe certaines structures d’enseignement supérieur et de formation professionnelle spécialisée en nutrition appliquée au sport, du niveau post-baccalauréat au master. Parmi elles, l’École de diététique et nutrition humaine (EDNH) propose des programmes spécialisés dans l’alimentation des sportifs, qu’ils soient professionnels ou amateurs,.
L’éducation en nutrition sportive est aussi développée à travers des formations universitaires publiques, notamment des masters en sciences du sport et en nutrition, dispensés dans plusieurs universités françaises et européennes, telles que l’Université de Lyon, l’Université de Strasbourg, ou l’Université de Barcelone. Ces cursus associent enseignements théoriques, stages pratiques, et projets de recherche pour former des professionnels capables d’accompagner les sportifs dans leur alimentation. 
Au niveau international, des organisations telles que l’International Society of Sports Nutrition (ISSN) publient régulièrement des revues de littérature et des consensus scientifiques, qui orientent les pratiques nutritionnelles des sportifs. De plus, la Société Européenne de Nutrition Clinique et Métabolisme (ESPEN) diffuse des recommandations spécifiques sur l’alimentation et la supplémentation chez les athlètes.